# Vicente Fernández Pujante
Vicente Fernández Pujante (Villanueva y Geltrú, Barcelona, España, 17 de septiembre de 1975) es un exfutbolista español que jugaba de centrocampista.

## Trayectoria
Formado en el Alondra de su localidad natal, Villanueva y Geltrú, en categoría juvenil se incorporó a la cantera del R. C. D. Español. El 20 de junio de 1993 debutó en Primera División con el conjunto blanquiazul durante un encuentro correspondiente a la última jornada de la temporada 1992-93 disputado en el estadio de San Mamés ante el Athletic Club. En la campaña 1993-94 militó en el Cristinenc-Español, equipo filial del club periquito que competía en Tercera División, y en julio de 1994 se concretó su traspaso a la U. E. Lleida.
En la temporada 1994-95 disputó quince partidos en los que anotó dos goles, aunque una tendinitis en la rodilla izquierda lo mantuvo alejado de los terrenos de juego durante los últimos meses de la competición y no pudo participar en el play-off de ascenso a Primera División que su equipo jugó ante el Real Sporting de Gijón. En la siguiente campaña, sus problemas en la rodilla no cesaron y le impidieron regresar a las convocatorias hasta diciembre. No obstante, terminó participando en veintidós encuentros y consiguió marcar un gol. En su última temporada en el Lleida, la 1997-98, se convirtió en el capitán del equipo y anotó ocho tantos en treinta y seis partidos, incluyendo una tripleta ante la U. D. Las Palmas que contribuyó a la victoria de su equipo por 5-2 en la jornada 34 de la competición.
Para la campaña 1998-99 fichó por el Sporting de Gijón, donde militó durante tres temporadas en las que disputó un total de cincuenta y siete encuentros. Su trayectoria en el equipo asturiano estuvo marcada por las lesiones, especialmente una rotura del tendón rotuliano de la rodilla derecha que impidió que pudiera competir en gran parte del curso 1999-2000. En 2001, fue contratado por el R. C. D. Mallorca, conjunto con el que debutó en la Liga de Campeones en un encuentro ante el Arsenal F. C. jugado en el estadio de Son Moix. El 9 de diciembre de 2001, en el minuto 5 de un partido contra el Málaga C. F., sufrió la misma lesión que había padecido en su etapa en el Sporting y permaneció catorce meses de baja. A pesar de ello, se proclamó campeón de la Copa del Rey en la temporada 2002-03 después de que el Mallorca venciera en la final al R. C. Recreativo de Huelva.

## Clubes
| Club                   | País   | Año       |
| ---------------------- | ------ | --------- |
| Cristinenc-Español     | España | 1993-1994 |
| U. E. Lleida           | España | 1994-1998 |
| Real Sporting de Gijón | España | 1998-2001 |
| R. C. D. Mallorca      | España | 2001-2004 |
| Girona F. C.           | España | 2004-2005 |

## Palmarés

### Campeonatos nacionales
| Título       | Club              | País   | Año  |
| ------------ | ----------------- | ------ | ---- |
| Copa del Rey | R. C. D. Mallorca | España | 2003 |